# 松平光通
松平 光通（まつだいら みつみち）は、江戸時代前期の大名。越前国福井藩の4代藩主。官位は従四位下・左近衛権少将。結城秀康の孫に当たる。

## 生涯

### 藩主時代
寛永13年（1636年）5月7日、3代藩主・松平忠昌の次男（次男だが嫡男）として誕生。幼名は万千代丸。乳母は長光院。
正保2年（1645年）10月、父の死去により10歳の幼少で後を継ぐ。このとき父の遺言に従い、庶兄・仙菊（のちの松平昌勝）に5万石を分与して松岡藩を、庶弟・辰之助（のちの松平昌親）に2万5000石を分与して吉江藩をそれぞれ立藩させた。同年12月31日、従四位下侍従に任じられた。後継したとはいえ幼少であり、江戸在府のままであった。福井藩は、光通初入国までの間は幕府からの「後見役」という名の指導を受けた。例を挙げるなら慶安2年（1649年）10月18日派遣の林勝正と佐久間盛郎などである。慶安元年（1648年）12月21日に元服、3代将軍・徳川家光より偏諱を賜って光通と名乗る。左近衛権少将に任じられ、越前守を名乗った。
越前への初入国は承応2年（1653年）6月10日となる。幼少のため、しばらくは本多富正を始めとする結城秀康以来の宿老の補佐を受けたが、それら宿老が老齢のために相次いで死去すると、後継となる家臣団を率い、親政を開始する。光通は政治的に優秀で、山野海川に関する法整備を始め、家中についてや武道・武具について、税制についての様々な法を制定、もしくは改正して藩政の地盤を固めた。また、藩初代秀康以降、これまで尚武の気質の強かった福井藩であったが、光通自身が教養人だったこともあり、光通は朱子学者の伊藤坦庵を京都より招聘し、儒学を中心とした文教を奨励して学問・文化方面でも藩を発展させようとした。大安寺や新田義貞戦没の地に石碑を築き、寛文8年（1668年）平泉寺における楠木正成墓石の整備を行なうなどして、士気の高揚と勤王の奨励を目指した。また越前松平家の菩提所として大安禅寺を創建している。
一方、相次ぐ改革に加えて、領内をたびたび襲った天災などもあり、藩財政は極度に悪化し、福井藩は絶えず金策に追われることになる。財政再建のために寛文元年（1661年）、幕府の許しを得て藩札を発行する。これは、一般的には「日本初の藩札」と言われており、福井寛文札と呼ばれた。寛文9年（1669年）4月には領内の勝美村で大火が発生し、城下と城郭の大半、天守などが焼失した。このため、幕府から5万両を借りて寛文12年（1672年）に城郭を再建したが、天守は再建されなかった。

### 親族関係
光通の妻は越後高田藩主・松平光長（従兄）の娘・国姫であった。京都の公家からも賞賛されるほどの和歌の達人とも伝わる国姫は、光通から見て従姪に当たる。越後高田藩や光長の母親である勝姫（天崇院・高田殿、2代将軍・徳川秀忠の娘で松平忠直の正室）からの強い要請もあり、婚約は早かったが、越後高田藩の福井藩に対する干渉を危険視した幕府や、福井藩内からの防御的圧力があり、実際の婚姻は遅れた。勝姫は姉である千姫に依頼し、4代将軍家綱の代に至ったところで「3代将軍家光が決めた婚姻であり、つまりは遺命である」と幕府に対して圧力をかけ、寛文5年（1655年）にようやく正式に結婚が成立した。この時既に両名19歳であり、当時の大藩の藩主の正妻の婚姻としてはかなり遅めである。
婚姻後の光通との仲は良かったが、光通と国姫との間には女児2人しか生まれず、跡継ぎとなるべき男児ができなかった。ところが光通には、国姫以外の女性（御三の方・片桐氏）との間に男児・権蔵（のちの越後糸魚川藩祖の松平直堅）が存在した。側室扱いであった権蔵の母は、光通と国姫との正式結婚を期に遠ざけられていたが、その後程なくして権蔵を産んだ。光通としては、（妾腹とはいえど）実の子に家督を継がせようという考えもあったようである。
ところが、国姫の祖母である勝姫は、「妾腹の男児に家督を継がせるなどとんでもない」と猛反対した。光通に対して福井藩の跡継ぎを国姫との間に生まれるはずの男児にするように強要し、遂には起請文まで取るに至った。このため、光通と国姫の仲も急速に悪化し、35歳にもなった国姫自身は寛文11年（1671年）に、もはや男児を産めないことを苦にし、祖母や父の期待に添えないことを侘びて自殺した。
国姫の死から間もなく、権蔵（直堅）が福井から出奔した。これは、勝姫とその父・光長が「国姫の死の原因は権蔵の存在にある」として、権蔵の命を狙い始めたためであるとされている。権蔵は、光通の叔父である越前大野藩主松平直良とその家老津田氏を頼り、のち幕府から越前家とは別に1万俵を与えられ、数代後より越後糸魚川藩1万石となる。

### 自殺
親族からの圧力、妻の死や息子の出奔など、家庭的・政治的に苦難が続く中、光通は遂に精神的に耐えられなくなったとされている。延宝2年（1674年）3月24日、庶弟の松平昌親に家督を譲るようにとの遺書を残して自殺した。享年39。法名は大安院殿賢譽徳智超万大居士。
墓所は福井市の大安禅寺。1877年には東京都品川区南品川海晏寺へ改葬。
跡継ぎ問題、嫁の実家や姑からの圧力から自害にまで追いやられた藩主であり、光通を取り巻く混乱とその死去は、その後の福井藩に減封・改易などの影響をもたらした。

## 逸話
3代将軍・徳川家光死去の翌日、大老の酒井忠勝（小浜藩主）は諸大名を江戸城に集めて「公方様（家光）御他界に候へども、大納言（家綱）様御家督の事に候へば、何れも安堵あるべし。若し天下を望まれとならば、此節にて候ぞ」と言い放った。すると松平光通と保科正之が進み出て諸大名に向かい、「各々讃岐守申す旨承らるべし。此砌誰か天下を望む者あるべき、若し不思議の企仕る輩も候はば、我々に仰付らるべし。ふみつぶして御代始めの祝儀に仕候はん」と申し出て諸大名を平伏させたという話が伝わっている（忠勝が「家綱様は幼少ゆえ、天下を望む者があればよい機会である」といい、光通・正之らが「天下を望む者あれば申し出てみよ。我々が踏み潰して、徳川の代替わりのご祝儀としてくれよう」と述べている）。
当時の光通は若年であり、同じ越前松平家の一族にはもっと年長の大名もいた。しかしここで家綱政権下で大政参与として幕政を主導した保科正之と並んで光通が、諸大名を一喝したとされるこの逸話から、大老、大政参与と並ぶほどの扱いで、光通が将軍家の親族・親藩筆頭の家柄として高い格式を有していたことを伺うことができる。

## 系譜
- 父：松平忠昌
- 母：道姫 - 広橋兼賢娘
- 正室：国姫（1636年 - 1671年） - 清池院殿法譽性龍大禅定尼、松平光長娘
  - 長女：布与（1657年 - 1699年） - 寂光院、鍋島綱茂正室
  - 次女：市（1659年 - 1661年） - 早世
- 側室：御三の方（? - 1688年） - 片桐氏
  - 長男：松平直堅（1656年 - 1697年） - 清崎松平家
- 養子
  - 女子：甘姫 - 栄正院、鍋島光茂継室、中院通純娘